# 新暦
新暦（しんれき）とは、改暦が行われた場合の改暦後の暦法のことである。改暦前の暦は旧暦という。日本ほか東アジアの諸国においては太陰太陽暦から改暦した太陽暦（グレゴリオ暦）のことを言う。

## 英語圏での新暦
英語圏では「New Style dates」と「Old Style dates」はグレゴリオ暦とユリウス暦の日付を区別する言葉。「新式」と「旧式」という意味。グレゴリオ暦からの日付の後には「NS」と書き、ユリウス暦からの日付の後には「OS」などと書いた。イギリスはグレゴリオ暦へ移るのが他国より遅く、両暦の日付がしばし混在したので区別する必要性が高かった。

## 日本での新暦
現在の日本では、明治5年まで使用していた太陰太陽暦の天保暦を指して「旧暦」と呼ぶとき、現在使用している太陽暦であるグレゴリオ暦を指して「新暦」と呼んでいる。
七夕など年中行事のうち旧暦の月日に基づいていた日付の新暦への移行は、日本では「新暦の同月同日に行う」か「新暦で1ヶ月後の同日に行う」（いわゆる「月遅れ」）が多く、「中秋の名月」のように月の満ち欠けに関連するため動かせないものを除き、計算上の旧暦に従うものはあまり多くない（なお海外には、漢字文化圏の旧正月など、国法のレベルで旧暦を一部ながら保存している例も見られる）。

### 旧暦から新暦への変更に伴う日付の変更
以下では明治改元と併せて説明する。また暦法は広義には時法に含まれるため、同時に導入された定時法についても言及する。
慶応4年（戊辰）
- 9月8日（1868年10月23日）、明治改元の詔により改元。

布告された年の元日に遡って新元号の元年と見なす立年改元であったため、慶応4年1月1日は明治元年1月1日（1868年1月25日）とされた。この時点では、「改暦は行われていない」。
- この年は閏月の閏4月を含む閏年であり、月の大小は「小大大小小（＝閏4月）大小小大小大大小」で、13か月、383日間あった。

明治2年（己巳）
- この年の月の大小は平年のため「大大大小小大小小大小大大」で、355日間あった。

明治3年（庚午）
- この年は閏月の閏10月を含む閏年であり、 月の大小は「小大大小大小大小大小（＝閏10月）小大」で、13か月、383日間あった。

明治4年（辛未）
- この年の月の大小は平年のため「大大小大大小大小大小小大」で、355日間あった。

明治5年（壬申）
- この年の月の大小は平年のため「小大小大大小大大小大小大」で、当初は355日間となるはずだった。
- 2月、全国の暦屋を集結させて頒暦商社を建て、暦の発行を限定させた。翌年の暦（旧暦）の原本を下げ渡し、冥加金名目で徴収（1万円）した。
- 3月24日（1872年5月1日）、頒暦商社が政府に承認される。
- 10月1日（11月1日）、翌年の暦（天保暦）が一斉に発売
- 11月9日（12月9日）、太政官布告337号により改暦を公布。

来る12月2日を以って天保暦を廃すること、それまでの不定時法に代わり定時法を採用するとした。
庶民は突然、購入した暦が使えなくなり、返本により商社は4万円に迫る損害を被ったとされる。
翌年、政府は商社に損失の補填として、以降10年間の暦の独占発行を保証した。
- 11月23日（12月23日）、太政官布告359号。この年の12月を廃し11月で終わることとする。
- 11月24日（12月24日）、天保暦に本来はないはずの 11月30日、11月31日ができてしまうため太政官達書で前日の布告を取り消す。
- 11月27日（12月27日）、太政官布達374号。公職の12月分の給料を不給とする。
- 12月2日（12月31日）、この日を以って天保暦廃止。

このため明治5年の12月は2日間しかなく、1年間の長さは327日間となった。
師走の期間がほとんどなく、年中行事に支障をきたした。
明治6年（1873年）
- 1月1日（1873年1月1日）、改暦が施行された（明治改暦）。

天保暦が「旧暦」となり、これに対して改暦後の現在の暦が「新暦」と呼ばれるようになる。
- この年は新暦で初めての平年となり、365日間あった。
- 同時に時法の改定が行われた。

それまでは日の出と日没を以って夜昼を分け、それぞれを12等分して時刻（これを十二時辰という）とする不定時法が用いられ、各時辰には「字」を当てて呼んでいた（例えば子の刻は「子字」）。
改定の布告では、1日を日の出や日没に拠らずに24時間に等分する定時法に改められ、また「字」を「時」とし（よって子の刻は「子時」となる）、午刻より前を「午前」、午刻より後ろを「午後」と定めた。これにより、前年（明治5年）9月12日（1872年10月15日）に開通したばかりの鉄道は、発着時刻の対応を迫られた。
- 旧暦を使って明治6年を表記すると、癸酉年で、閏月の閏6月を含む閏年であり、月の大小は「小小大小大小大（＝閏6月）大小大大小大」で、13か月、384日間となる。これは新暦の1873年1月29日から翌1874年2月16日までに相当する。